# Calco

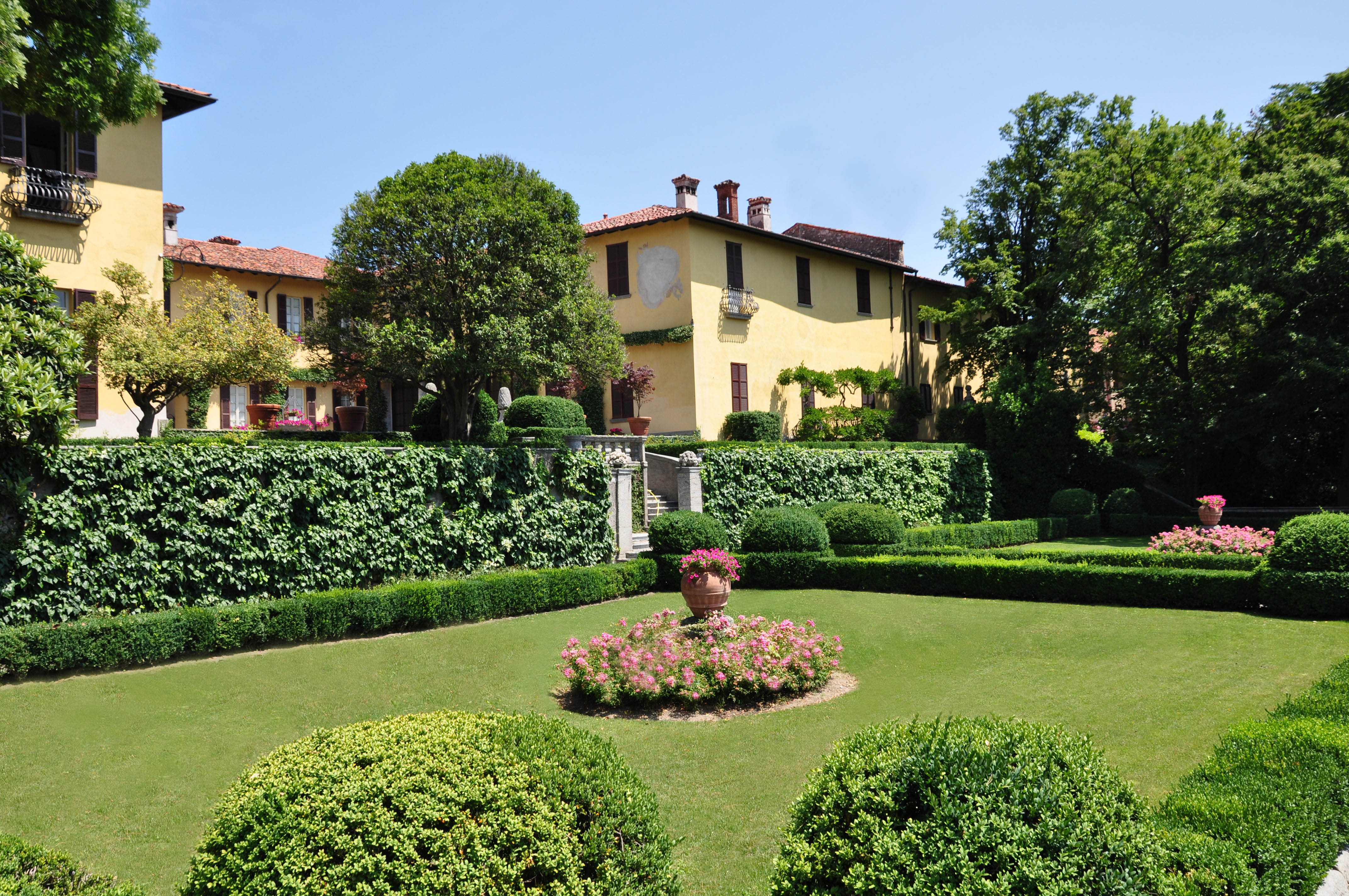
Villa La Vescogna

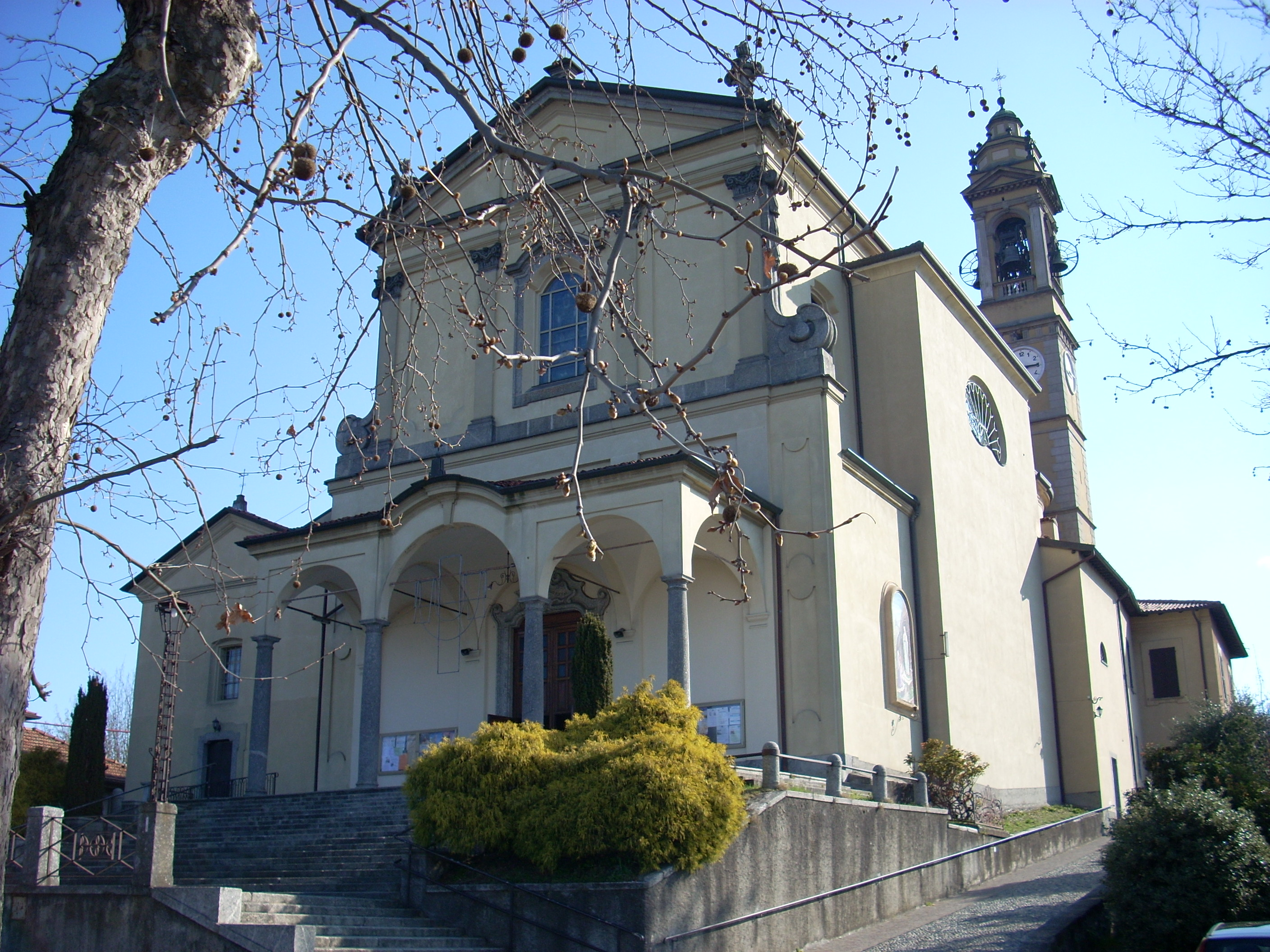
Kirche San Vigilio

Calco ist eine italienische Gemeinde mit 5411 Einwohnern (Stand 31. Dezember 2023) in der Provinz Lecco, Region Lombardei.

## Geographie
Die Gemeinde umfasst die Fraktionen Arlate und Calco Superiore. Im Jahr 1971 hatte die Gemeinde Calco eine Fläche von 459 Hektar. 
Die Nachbarorte sind Brivio, Imbersago, Merate und Olgiate Molgora.

## Geschichte
Der Ortsname wird 936 oder 937 in einer Tauschurkunde zwischen dem Erzpriester der Kirche San Giovanni von Monza (Dom von Monza) und Guarimberto erwähnt, wobei der Zeuge ein Luberto, Sohn des quondam Gumperto de Calego ist, und erneut 960. In den Statuten für die Straßen und Gewässer des Herzogtums Mailand wurde er in der Gemeinde Brivio als el locho da Calcho aufgeführt.
Im Jahr 1411, mit der Bestätigung der bereits von Bernabò Visconti gewährten Immunitäten und Befreiungen für die Ghibellinen Montis Brianzie partium nostrarum Martexane superioris, und in der am 10. Juli 1412 dem Herzog von Mailand Filippo Maria Visconti geleisteten Eidesformel, wurden omnia communia Montisbriantie contrate Martesane genannt, darunter auch Calco. In dem Grundbuch des Herzogtums Mailand von 1558 und den nachfolgenden Aktualisierungen bis zum 17. Jahrhundert wird Calco unter den Gemeinden der Pieve Brivio aufgeführt.
In einem Prospekt aus dem Jahr 1572 (Terre Ducato di Milano, 1572), in dem alle Ländereien des Herzogtums Mailand und andere, die mit ihnen für die Salzsteuer besteuert wurden, aufgeführt sind, ist auch Calco enthalten. Aus den Antworten, die im Jahr 1751 auf die 45 Fragen der königlichen Volkszählung gegeben wurden, geht hervor, dass die Gemeinde Calco, die zur Pfieve Brivio gehörte, zu diesem Zeitpunkt nicht feudal war und sich selbst abgelöst hatte, indem sie alle fünfzehn Jahre 49 kaiserliche Lire in moneta corta als mezz’annata zahlte. Dort residierte kein königlicher oder feudaler iusdicente; die Gemeinde unterstand dem königlichen Amt der Martesana, auf deren Strafbank der Konsul einen Eid abzulegen pflegte. Im Zuge der territorialen Aufteilung, die auf die Reform der Regierung des Staates Mailand im Dezember 1755 folgte und der eine bereits 1753 skizzierte Politik der Zusammenlegung der Gemeinden vorausging (Indice pievi Stato di Milano, 1753), wurde Arlate mit Calco zusammengelegt.
Nach dem vorübergehenden Anschluss der lombardischen Provinzen an das Königreich Sardinien wurde die Gemeinde Calco mit 1.341 Einwohnern, die von einem fünfzehnköpfigen Gemeinderat und einem zweiköpfigen Stadtrat verwaltet wird, gemäß der durch das Gesetz vom 23. Oktober 1859 geschaffenen territorialen Aufteilung dem Bezirk III von Brivio, Bezirk III von Lecco, Provinz Como, zugeordnet. Bei der Gründung des Königreichs Italien im Jahr 1861 hatte die Gemeinde 1.394 Einwohner (Volkszählung 1861). Nach dem Gemeindegesetz von 1865 wurde die Gemeinde von einem Bürgermeister, einer Junta und einem Rat verwaltet. Im Jahr 1867 wurde die Gemeinde in denselben Bezirk, Kreis und dieselbe Provinz eingegliedert. Im Jahr 1924 wurde die Gemeinde in den Bezirk Lecco in der Provinz Como eingegliedert. Nach der Gemeindereform im Jahr 1926 wurde die Gemeinde von einem Podestà verwaltet. Im Jahr 1927 wurde die Gemeinde Calco mit der Gemeinde Olgiate Molgora zusammengelegt, die heute Olgiate Calco heißt.
1953 wurde die autonome Gemeinde Calco durch Abtrennung ihres Gebiets von der Gemeinde Olgiate Molgora neu gebildet. Nach dem geltenden Gesetz über das Gemeindesystem wurde die Gemeinde von einem Bürgermeister, einer Junta und einem Rat verwaltet. Im Jahr 1971 hatte die Gemeinde Calco eine Fläche von 461 Hektar.

## Sehenswürdigkeiten
- Pfarrkirche San Vigilio[2]
- Romanische Kirche San Colombano im Ortsteil Arlate[3]
- Kloster San Colombano (12. Jahrhundert)[4]
- Villa la Vescogna im Ortsteil Calco Superiore

## Persönlichkeiten
- Xavier Sartorio (* 26. Dezember 1846 in Calco superiore; † 7. Dezember 1923 in Genf) (Bürgerort Genf seit 1889), Bildhauer, Plastiker[5][6]